# 奥塔科伊

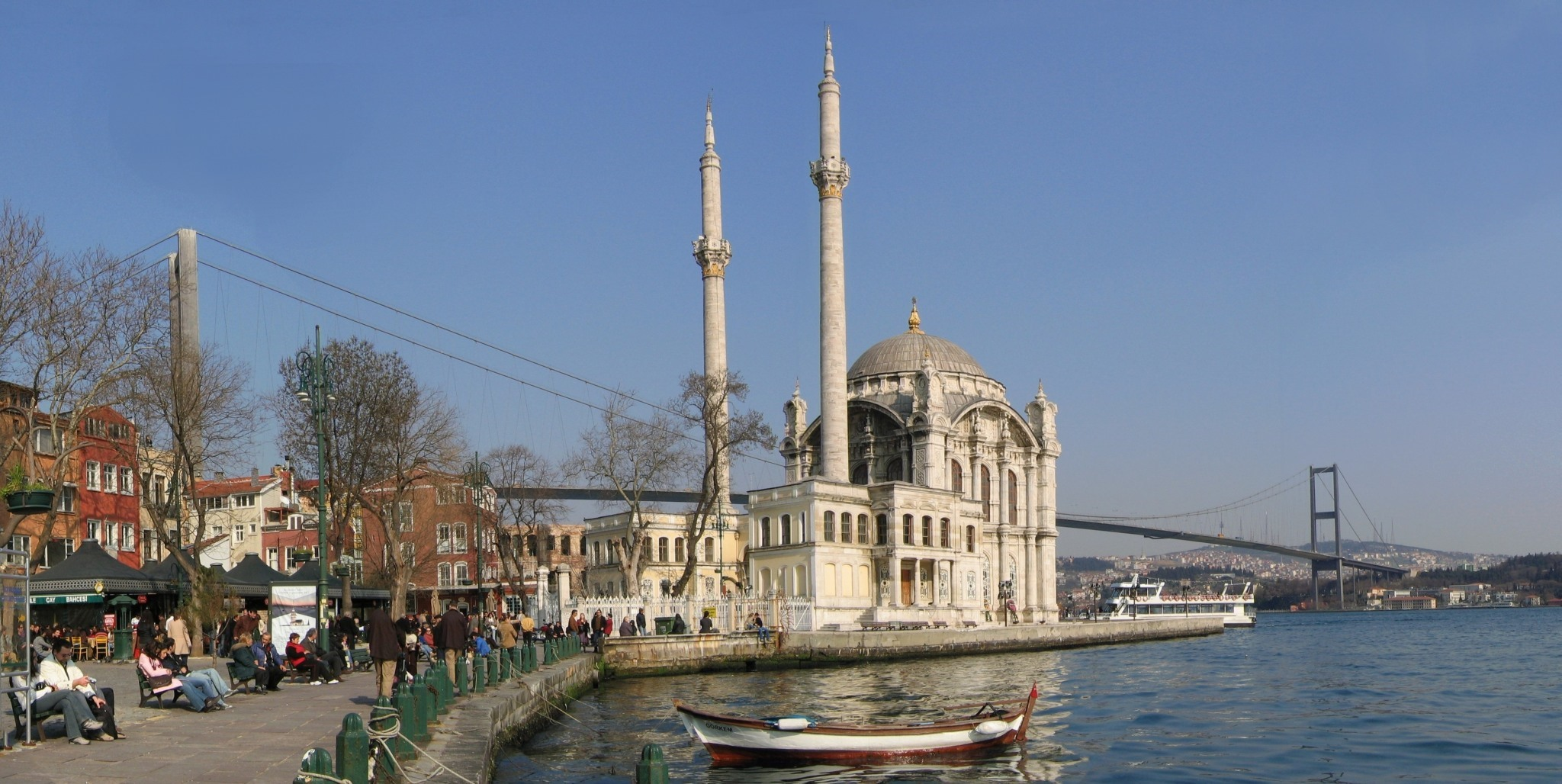
奥塔科伊清真寺

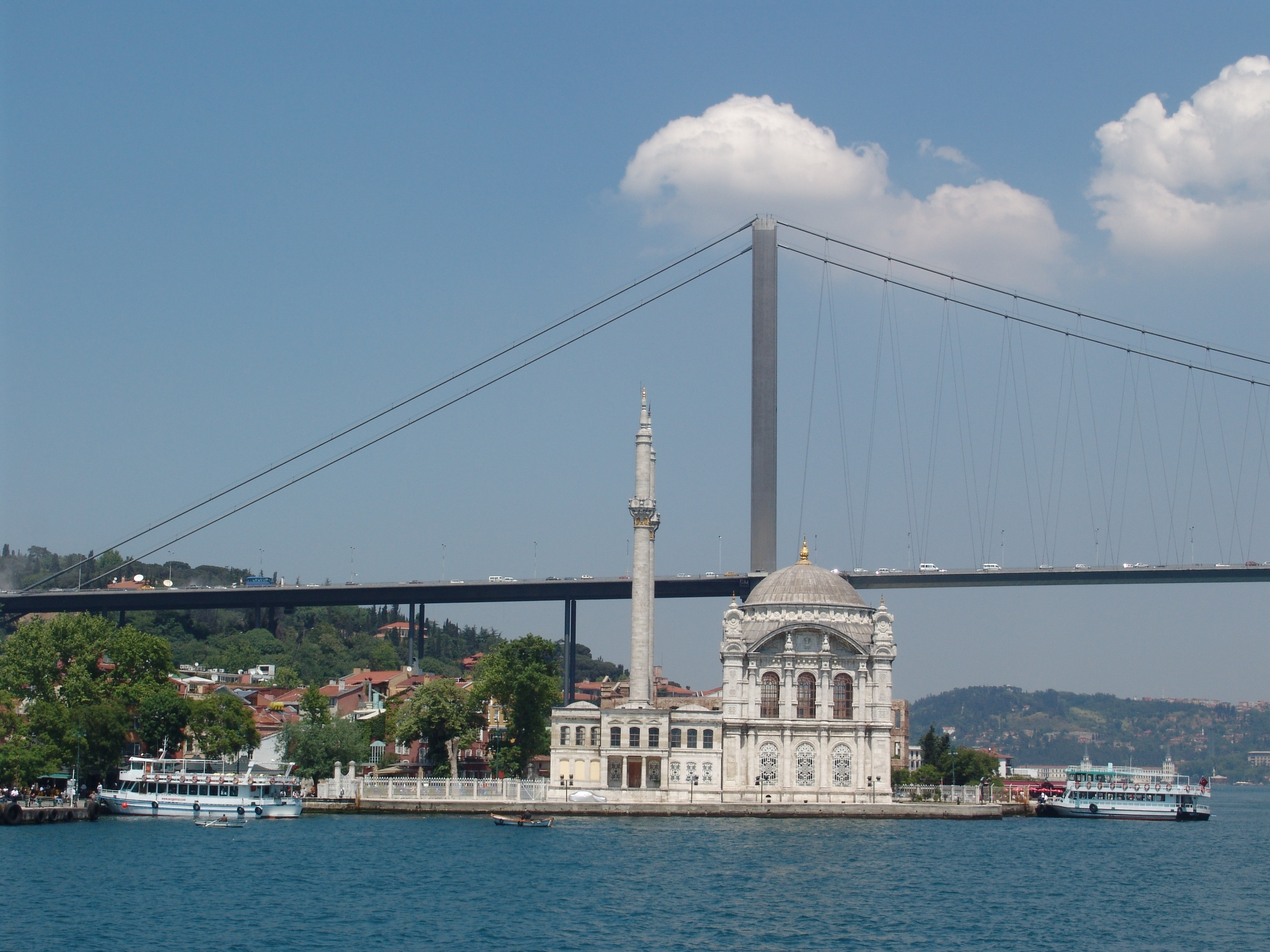
奥塔科伊清真寺和博斯普鲁斯大桥

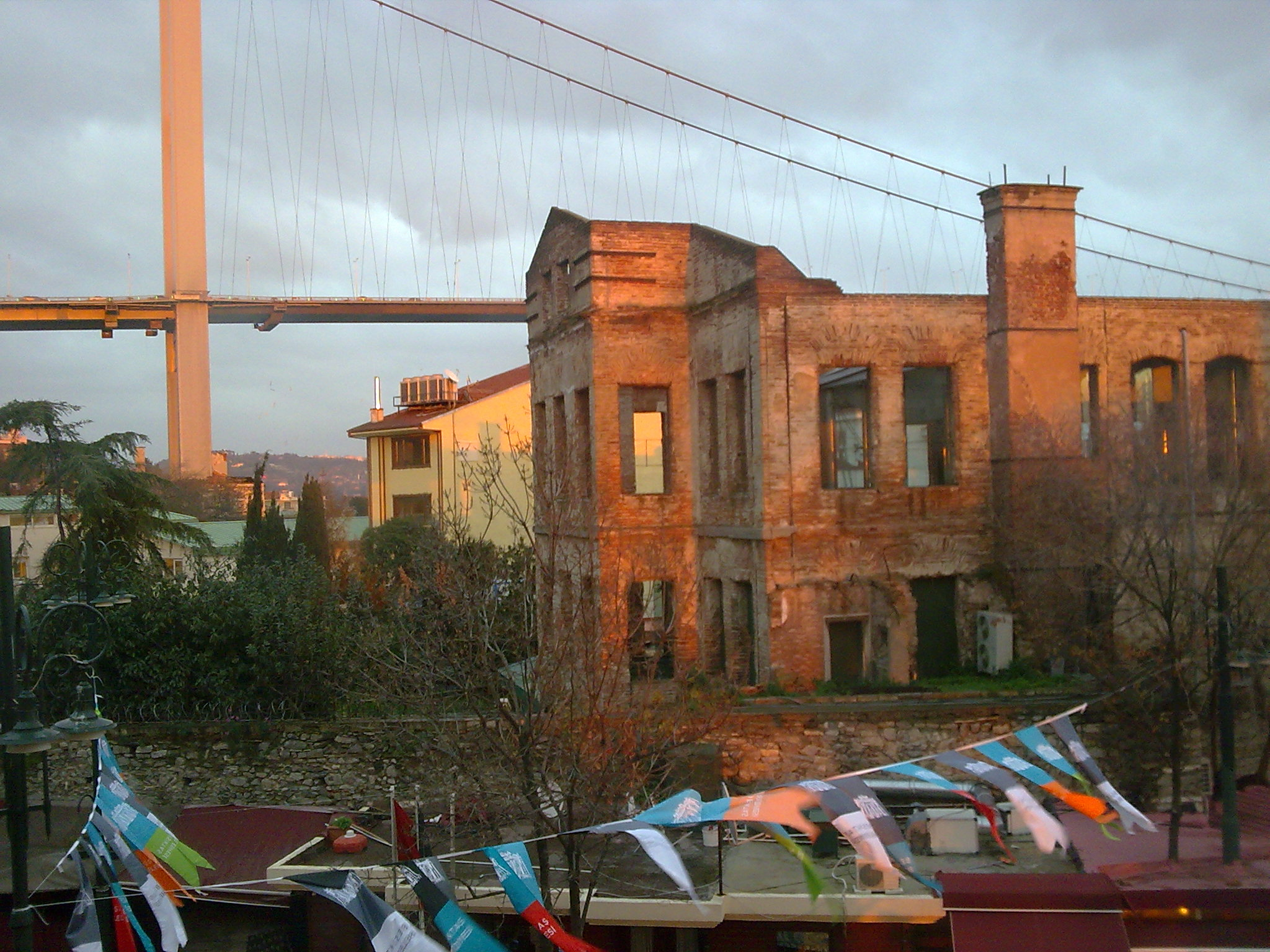

奥塔科伊（土耳其语：Ortaköy；希腊语：Mesachorion；含义均为“中村”）是土耳其伊斯坦布尔贝西克塔什区的一个社区，位于博斯普鲁斯海峡欧洲一侧的中部。
在奥斯曼帝国时期，奥塔科伊曾是一个多种族的地区，有土耳其人、希腊人、亚美尼亚人和犹太人社区，但希腊人、亚美尼亚人和犹太人在20世纪大量外迁，今天这里的非穆斯林人数已经非常之少。今天，这里仍存在许多不同的宗教机构（伊斯兰教、犹太教、东正教和其他基督教教派）。这里也是受游客和当地人的地点，开设画廊、夜总会、咖啡馆和餐厅。
奥塔科伊清真寺位于奥塔科伊的博斯普鲁斯海峡海滨，建于19世纪，采用了新巴洛克风格。1871年，苏丹在奥塔科伊兴建了彻拉安宫。彻拉安宫在1910年焚毁，1980年代修复后改建为伊斯坦布尔最豪华的酒店之一。
2017年元旦，在奥塔科伊发生了2017年伊斯坦布尔夜总会袭击事件。